# Psychodramaturgie Linguistique
Die Psychodramaturgie Linguistique (kurz PDL, deutsche Entsprechung: Sprachpsychodramaturgie) ist ein Ansatz zum Lernen und Unterrichten von Fremdsprachen. Die PDL wurde 1977 von den Mainzer Pädagogen Bernard und Marie Dufeu begründet und wird seither beständig weiterentwickelt.

## Definition und Herkunft